# Сизик, Сара-Леони
Сара-Леони Сизик (фр. Sarah-Léonie Cysique; род. 6 июля 1998, Сарсель) — французская дзюдоистка, призёр летних Олимпийских игр 2020 и 2024 годов, призёр чемпионатов мира и чемпионатов Европы.

## Биография
Сара-Леони Сизик родилась во Франции 6 июля 1998 года. Является членом национальной сборной по дзюдо и представляет свою страну в весовой категории до 57 килограммов.
В 2017 году на чемпионате Европы среди юниоров она завоевала бронзовую медаль. Два месяца спустя она стала победителем на взрослом чемпионате Франции.
В 2018 году Сара приняла участие в дебютном для себя чемпионате Европы, где заняла итоговое пятое место и произвела положительное впечатление спортивных функционеров. В сентябре того же года она выиграла юношеский чемпионат Европы, а ещё через месяц завоевала серебряную медаль юниорского чемпионата мира. В конце 2018 года она во второй раз стала чемпионом Франции.
На чемпионате мира 2019 года в Токио в своем весе она уступила канадской спортсменке Кристе Дегучи в четвертьфинале и в итоге финишировала на пятом месте. В последний день соревнований, в командном турнире, в составе сборной Франции Сизик выиграла серебряную медаль, уступив только в финале команде Японии. В октябре 2019 года она вышла в финал турнира Большого шлема в Абу-Даби и заняла второе место.
В конце 2020 года на чемпионате Европы, который проходил в Праге, французская дзюдоистка уступила сербке Марике Перишич в четвертьфинале, но в утешительных поединках она добралась до бронзовой медали континентального чемпионата.
В апреле 2021 года на чемпионате Европы в Португалии французская спортсменка в поединке за третье место одолела бельгийскую спортсменку Мину Либер и стала бронзовым призёром чемпионата Европы. Вошла в предварительный список членов национальной олимпийской сборной Франции на летних играх 2020 года в Токио.
На летних Олимпийских играх в Париже в 2024 году завоевала бронзовую медаль в категории до 57 кг, в схватке за третье место поборола спортсменку из Грузии Этери Липартелиани.
В июне 2025 года на чемпионате мира в Будапеште в весовой категории до 57 кг завоевала бронзовую медаль. В схватке за третье место одолела соперницу из Узбекистана Шукуржон Аминову. 